# Eugenia cahosiana
Eugenia cahosiana är en myrtenväxtart som beskrevs av Ignatz Urban och Erik Leonard Ekman. Eugenia cahosiana ingår i släktet Eugenia och familjen myrtenväxter. Inga underarter finns listade i Catalogue of Life.